# Crisis económica alemana (2022–presente)
La crisis económica alemana  se refiere a una desaceleración significativa de la economía alemana que ha marcado una reversión dramática de su período anterior de "milagro del mercado laboral" de 2005-2019. El país, que había sido considerado la potencia económica de Europa en décadas anteriores, se convirtió en la economía principal con peor desempeño a nivel mundial en 2023, con una contracción del 0,3%, seguida de un crecimiento mínimo en 2024 tendiente a la recesión. Varios economistas, personalidades del mundo empresarial y otros expertos han expresado su preocupación por que la crisis económica de Alemania pueda hacer que el país recupere su reputación del  "hombre enfermo de Europa " de la década de 1990.    Los economistas afirmaron que la economía alemana se encontraba en un “modo de crisis permanente”. 
Esta disminución se atribuyó a múltiples factores: la interrupción del suministro de energía barata de Rusia tras las sanciones alemanas por la invasión rusa de Ucrania a partir de 2022, la complicada transición de la energía nuclear, los obstáculos burocráticos para el desarrollo de las energías renovables, los retrasos en la adaptación tecnológica en múltiples sectores y los desafíos demográficos derivados del envejecimiento de la población. La situación se complicó aún más con un fallo del tribunal constitucional en noviembre de 2023 que consideró inconstitucional el fondo climático de 60.000 millones de euros del gobierno, lo que generó tensiones políticas y restricciones presupuestarias. La crisis tuvo implicaciones más amplias para la sociedad alemana, incluida una grave escasez de viviendas que afectó a 9,5 millones de personas. También contribuyó significativamente a un cambio radical en la dinámica política, con un apoyo en gran medida decreciente a los partidos gobernantes tradicionales y a la coalición semáforo concurrente encabezada por el canciller alemán Olaf Scholz, mientras que los movimientos políticos alternativos ganaron en fuerza como consecuencia de ello, entre ellos el partido de extrema derecha Alternativa para Alemania.

## Trasfondo
Entre 2005 y 2019, Alemania atravesó un período de fortaleza económica, al que a menudo se denomina el "milagro del mercado laboral". El empleo en Alemania creció más del 15%, pasando de 39,3 millones a 45,3 millones de personas. Este período de crecimiento, combinado con bajas tasas de interés y de desempleo junto con estabilidad económica, había ayudado previamente a Alemania a atraer empresas e inversores. 
En noviembre de 2021, el petróleo ruso representaba el 17 por ciento de las importaciones totales de la Organización para la Cooperación y el Desarrollo Económicos.  El 8 de marzo de 2022, el presidente estadounidense Joe Biden anunció la prohibición del petróleo de Rusia y dijo a los periodistas: "Estamos prohibiendo todas las importaciones de petróleo y gas rusos. Eso significa que el petróleo ruso ya no será aceptable en los puertos estadounidenses y el pueblo estadounidense asestará otro golpe poderoso a la maquinaria de guerra de Putin ".  El ministro de Asuntos Económicos de Alemania, Robert Habeck, advirtió: "Si no obtenemos más gas el próximo invierno y si se cortan los suministros de Rusia, entonces no tendríamos suficiente gas para calentar todas nuestras casas y mantener en funcionamiento toda nuestra industria". 
El 7 de marzo, el canciller alemán Olaf Scholz refutó el pedido de Estados Unidos y Ucrania para que Alemania se alejara de las importaciones de petróleo y gas rusos porque "el suministro de energía para la generación de calor, la movilidad, el suministro eléctrico y la industria en Europa no puede garantizarse de ninguna otra manera".   Sin embargo, la Unión Europea (UE) indicó que reduciría su dependencia del gas de Rusia en dos tercios en 2022. 
En septiembre de 2022, el ministro de Economía alemán, Robert Habeck, acusó a Estados Unidos y a otros países "amigos" proveedores de gas natural de haberse beneficiado de la guerra ruso-ucraniana con "precios astronómicos". Hizo un llamamiento a Estados Unidos para que ayudara a los aliados europeos con dificultades energéticas.  Las tensiones geopolíticas en todo el Medio Oriente contribuyeron al aumento de los precios del petróleo, y los futuros del crudo Brent subieron a 80 dólares por barril. 

## Crisis
Alemania experimentó una recesión en 2023, lo que hizo que la economía del país se contrajera un 0,3% en su cuarto trimestre y en todos los trimestres de 2023 juntos, lo que la convirtió en la economía principal con peor desempeño a nivel mundial ese año. Se estima que Alemania crecerá más lentamente que todos los Estados miembros de la OCDE en 2024, excluido el Reino Unido. Los economistas señalaron principalmente las sanciones occidentales a Rusia tras su invasión de Ucrania, lo que provocó que Alemania quedara privada de una gran parte de su suministro de energía, compuesto por gas natural ruso barato. Esto dio lugar a escasez de energía y aumentos de precios, lo que afectó a una cantidad significativa de subsectores económicos, desde pequeñas empresas locales hasta proyectos empresariales masivos.  Alemania se convirtió en la única economía del G7 que se contrajo en 2023.  Se estimaba que la inflación alcanzaría el 8,0% en 2022 y el 7,0% en 2023.  El consumo de los hogares cayó un 0,8%. Carsten Brzeski, jefe de investigación macro global del banco holandés ING, afirmó que Alemania tenía un alto riesgo de recesión en 2024 y no se preveía un repunte a corto plazo, lo que marcaría la primera recesión de dos años de duración en Alemania desde 2004. Los economistas afirmaron que la economía alemana se encontraba en un “modo de crisis permanente”. 
En 2024, la economía alemana entró en su segundo año consecutivo de recesión. El ministro de Economía alemán, Robert Habeck, anunció una contracción proyectada del 0,2% en el producto interno bruto (PIB) de Alemania para el año, drásticamente reducida respecto de su pronóstico de un aumento del 1,3% en 2024. Habek señaló que Alemania había experimentado un crecimiento lento desde 2018, atribuido a una combinación de problemas estructurales internos y desafíos globales externos. La posición del país en la economía global fue descrita como "apretada" entre China y los Estados Unidos, lo que requirió una revaluación de sus estrategias económicas.  El anuncio se produjo tras una caída del 0,1% en el período anterior, sin que se registrara crecimiento por quinto trimestre consecutivo en Alemania.  Alemania proyectó el crecimiento más lento entre las naciones del G7 para 2024. 

### Crisis presupuestaria
El 15 de noviembre de 2023 comenzó una crisis presupuestaria federal para el año fiscal 2024 cuando el Tribunal Constitucional dictaminó que el fondo climático de 60.000 millones de euros del gobierno de coalición del semáforo era inconstitucional. Este fondo, crucial para el acuerdo de coalición y los planes de transición climática y energética de Alemania, se había creado apropiando la deuda de emergencia sobrante de las medidas de alivio de la pandemia de COVID-19.
La crisis presupuestaria se complicó por los desacuerdos sobre cómo eludir el freno de la deuda (en alemán : Schuldenbremse), una regla fiscal implementada en 2009 para limitar el déficit presupuestario a sólo el 0,35% del PIB y limitar la deuda que los gobiernos federal y estatales pueden emitir anualmente.   El freno a la deuda, si bien es una piedra angular de la política fiscal alemana, ha sido eludido con frecuencia desde su inicio. Los gobiernos anteriores habían encontrado formas de evitarlo, incluida la creación de fondos especiales para los costos de los refugiados en 2017 y la suspensión de la norma durante la pandemia de COVID-19 y en respuesta a la guerra de Ucrania. En 2023, había aproximadamente 29 fondos de este tipo que operaban fuera del presupuesto federal. 
Tras intensas negociaciones, la coalición del canciller Olaf Scholz alcanzó un compromiso en diciembre de 2023. El acuerdo preservó el freno de la deuda para 2024, pero exigió recortes sustanciales al fondo climático y de transformación, por un monto de 45.000 millones de euros entre 2024 y 2027. Este compromiso evitó una crisis política inmediata, pero requirió medidas de austeridad durante una crisis económica y potencialmente socavó los objetivos de política climática de Alemania.  El periodista político Matthew Karnitschnig calificó este dilema como "la crisis más alemana de la historia". 

### Negocios
Debido a la acumulación de costes energéticos adicionales de 3.200 millones de euros en 2022 debido a las sanciones alemanas al gas ruso. La empresa química alemana BASF, una de las mayores empresas de Alemania y el mayor conglomerado químico del mundo, eliminó 2.600 puestos de trabajo. La empresa también se vio obligada a cerrar plantas químicas de plástico y dos plantas de amoníaco, mientras trasladaba otras operaciones fuera de Alemania debido a procesos de obtención de permisos prohibitivamente burocráticos, exceso de regulación y mayores costos de producción. 
En abril de 2024, el Instituto ifo, un importante centro de investigación económica de Múnich, informó que más de la mitad (55,2%) de las empresas del sector de la construcción residencial en Alemania citaron una falta de pedidos. Además, el 17,6% de las empresas constructoras alemanas informaron cancelaciones de proyectos, una ligera mejora respecto del 19,6% en marzo.  En 2023, las insolvencias en el sector de la construcción aumentaron más del 20%. 
En septiembre, el Instituto Ifo informó de una disminución en su índice de clima empresarial durante cuatro meses consecutivos hasta septiembre de 2024. En agosto de 2024, el índice cayó a 86,6 puntos desde 87 en julio, alcanzando un mínimo de cinco meses. El índice, basado en encuestas a 9.000 empresas alemanas de diversos sectores, indica una creciente insatisfacción con las condiciones comerciales actuales y un pesimismo respecto a las perspectivas futuras. La constante caída de la confianza empresarial fue vista como un indicador de la presión económica en curso, que fue particularmente pronunciada en el sector manufacturero, donde la confianza cayó a su nivel más bajo desde principios de 2020. El sector servicios también sufrió una fuerte caída que lo llevó a su punto más bajo desde febrero de 2024. Clemens Fuest, presidente del Instituto Ifo, caracterizó la situación afirmando: "La economía alemana está cayendo cada vez más en crisis".  
El economista del Ifo Klaus Wohlrabe dijo que la economía alemana se había "estancado". Entre los factores que citó se encuentran la falta de pedidos en todos los sectores, la debilidad de la inversión y la reticencia de los consumidores a gastar debido a la incertidumbre inflacionaria, lo que lo llevó a predecir una posible caída adicional del producto interno bruto (PIB) alemán para el tercer trimestre de 2024, tras una contracción inesperada del 0,2% en el segundo trimestre. El economista del Landesbank Baden-Württemberg, Elmar Voelker, y el economista del banco VP, Thomas Gitzel, expresaron su pesimismo respecto de una mejora significativa antes de finales de 2024; este último afirmó que la economía alemana estaba al borde de una recesión o de un período de crecimiento mínimo. 
El Weil European Distress Index (Índice Weil de dificultades europeas), una encuesta exhaustiva de 3.750 empresas europeas que cotizan en bolsa en diversas industrias e indicadores económicos, informó en abril de 2024 que Alemania se había convertido en "el mercado más en dificultades de Europa". Esta angustia fue particularmente evidente en el sector industrial, que luchó con altas tasas de interés, escasez de mano de obra calificada y regulaciones enrevesadas y antiempresariales. La fuerte dependencia de la economía alemana de las exportaciones y su rígido mercado laboral agravaron aún más estos problemas, dando lugar a preocupaciones sobre un aumento de las insolvencias. Señaló que el aumento de las tasas de inflación y los mayores costos de financiamiento obligaron a muchas empresas a suspender o retrasar proyectos, lo que afectó las inversiones de capital y las decisiones de contratación. Los consumidores se vieron afectados por el aumento de los precios de diversas necesidades y servicios, además de los mayores costos hipotecarios que redujeron aún más el ingreso disponible. 
El Índice de gestores de compras (PMI) alemán proporcionó más evidencia de los desafíos económicos. El PMI manufacturero cayó a 42,1, lo que marcó su "vigésimo sexto mes consecutivo de contracción" y quedó por debajo de las expectativas del mercado. El economista jefe del HSH Nordbank Cyrus de la Rubia, señaló que "la recesión en el sector manufacturero alemán se profundizó en agosto y no se vislumbra una recuperación". Mientras tanto, el crecimiento en el sector servicios siguió desacelerándose. 

#### Inversión extranjera
BNP Paribas Real Estate informó que los compradores extranjeros representaron el 35% de las compras de propiedades comerciales en el primer trimestre de 2024. Esta cifra representó el nivel más bajo de inversión extranjera desde 2013 y marcó un descenso respecto del 37% en 2023. La disminución de la inversión extranjera se atribuyó a varios factores, entre ellos las altas tasas de inflación y las preocupaciones sobre una posible recesión en Alemania. 
Deutsche Bahn, el operador ferroviario nacional de Alemania, acordó vender su filial logística, Schenker, a su competidor danés DSV por aproximadamente 14 mil millones de euros. El segundo mayor prestamista privado de Alemania, Commerzbank, se convirtió en un objetivo potencial de adquisición. El banco italiano UniCredit aumentó su participación en Commerzbank al 21%, lo que generó especulaciones sobre una posible adquisición. Algunas empresas alemanas, como por ejemplo el fabricante de productos químicos BASF, han invertido significativamente en instalaciones en el extranjero, como por ejemplo 10.000 millones de euros en una nueva fábrica en China. Los economistas consideraron que estos acontecimientos eran consecuencias naturales del estancamiento económico y de los cambios estructurales. La tendencia de las empresas alemanas a invertir más en el extranjero que en el país planteó interrogantes sobre el atractivo del país como lugar para hacer negocios. 

### Costo de vida y vivienda
Alemania se enfrentó a una grave crisis de vivienda en 2024, que afectó a un amplio espectro de su población. Las encuestas indican que en Alemania hay un déficit de más de 800.000 viviendas, lo que provoca que más de 9,5 millones de personas, en su mayoría familias monoparentales, vivan en condiciones precarias. Esta crisis no se limitó a los grupos de bajos ingresos, sino que afectó cada vez más a la clase media, lo que llevó al Canciller Olaf Scholz a describir la vivienda como el problema social más urgente de Alemania. El ambicioso objetivo del gobierno alemán de construir 400.000 nuevas viviendas al año, incluidas 100.000 unidades de vivienda social, resultó inalcanzable debido a los elevados costes de construcción y las tasas de interés. El Instituto Ifo informó que en 2023 solo se construyeron 245.000 nuevos apartamentos y que las proyecciones para 2024 eran de 210.000. Esta escasez de oferta, sumada a la alta demanda, provocó que los alquileres se dispararan en todo el país. 
La crisis fue más aguda en los grandes municipios y ciudades universitarias. El mercado inmobiliario de Berlín se vio afectado significativamente por la proliferación de alquileres a corto plazo a través de plataformas como Airbnb, combinado con nuevos precios de alquiler que promedian el doble de los contratos más antiguos. Los intentos del gobierno de mitigar la crisis, como extender las leyes de congelamiento de alquileres hasta 2029, a menudo fueron eludidos mediante lagunas legales, en particular en el caso de edificios y apartamentos nuevos, modernizados o parcialmente amueblados.  Los sectores de consumo y venta minorista también sufrieron dificultades, ya que los hogares, agobiados por la crisis del costo de vida, ajustaron su gasto. Los consumidores más jóvenes, en particular, se enfrentaron a mayores niveles de deuda, lo que les dejó con menos ingresos disponibles para compras discrecionales. 
Las asociaciones industriales alemanas expresaron su preocupación por que la crisis pudiera crear un efecto dominó de daño económico generalizado al disuadir a trabajadores calificados cruciales del extranjero de ingresar al mercado laboral alemán, y al mismo tiempo empujar potencialmente a los votantes hacia extremos políticos. La crisis también provocó un aumento del número de personas sin hogar: en algunas regiones se informó de un aumento de diez veces en tan solo unos pocos años. Las organizaciones que ayudan a navegar en el difícil mercado inmobiliario, como la Deutschen Mieterbund (Asociación Alemana de Inquilinos), registraron niveles récord de membresía.  Simultáneamente con el deterioro del clima empresarial, el empleo en Alemania cayó a su ritmo más rápido en cuatro años. Esta tendencia se observó en las encuestas del sector privado, lo que indica una desaceleración económica más amplia. 

### PIB
El PIB alemán disminuyó un 0,4% entre octubre y finales de diciembre de 2022 debido a la crisis energética provocada por las sanciones al gas ruso y los importantes aumentos de precios.  Los datos preliminares de la Oficina Federal de Estadística de Alemania mostraron que "la economía se contrajo inesperadamente un 0,1% en el segundo trimestre de 2024", revirtiendo el crecimiento del 0,2% del primer trimestre y no cumpliendo las previsiones de expansión del 0,1%. La economía alemana también se había contraído un 0,1% interanual, lo que provocó que la economía sufriera cinco trimestres consecutivos sin crecimiento. 
El entorno regulatorio de Alemania fue un tema de constante debate. Desde la década de 1980, varios gobiernos alemanes se habían comprometido a reducir las cargas burocráticas y promover la inversión. Sin embargo, los avances en este ámbito fueron limitados. La situación se complicó aún más por las regulaciones de la Unión Europea, que según algunos economistas crearon desafíos administrativos adicionales para las empresas. 
El impulso de la Unión Europea a su Pacto Verde, que aspira a lograr la neutralidad climática para 2050, influyó fuertemente en los debates económicos en Alemania. Algunos economistas expresaron escepticismo sobre el potencial de crecimiento de las tecnologías verdes y argumentaron que los esfuerzos de descarbonización, si bien importantes, podrían no necesariamente impulsar el crecimiento económico. Entre los problemas clave identificados como obstáculos para el desempeño económico de Alemania se incluyen la disminución de la competitividad de la industria alemana durante la década anterior, la excesiva burocracia y las cargas regulatorias, la necesidad de digitalización en las agencias gubernamentales y la escasez de trabajadores calificados. 

## Causas

### Política energética
Los economistas citaron la dependencia de Alemania del gas ruso barato como uno de los muchos factores principales del estancamiento económico del país, que comenzó en la década de 1960 y se intensificó después de la reunificación y la liberalización del mercado energético alemán. Antes de la invasión, el 55% del suministro de gas natural de Alemania provenía de Rusia, que también representaba la principal fuente de las importaciones de petróleo y carbón de Alemania. Esto provocó que la industria alemana y su economía en general se volvieran dependientes del gas ruso barato, además de la complacencia generada por el auge económico de Alemania que hizo que su gobierno ignorara la insistencia de la Comisión Europea en diversificar su suministro de energía. La dependencia de Alemania se convirtió en una vulnerabilidad tras la invasión rusa de Ucrania en 2022. La abrupta interrupción de esta relación energética obligó a Alemania a diversificar rápidamente sus fuentes de energía, lo que llevó a una reducción del 32,6% en las importaciones de gas en 2023. Las sanciones y las interrupciones del suministro posteriores provocaron un aumento del 35% en los precios de la energía, lo que contribuyó a la inflación y la inestabilidad económica. 
Otro factor citado fue la eliminación gradual por parte de Alemania de su red establecida de energía nuclear, liderada por Los Verdes, influenciada por la preocupación resultante de los accidentes nucleares de alto perfil consolidados por el accidente nuclear de Fukushima en 2011, que a su vez creó una brecha en el suministro de energía. Esta brecha fue cubierta principalmente por gas natural ruso, aumentando inadvertidamente la dependencia de los vínculos con Rusia. A pesar del liderazgo temprano en la adopción de energía renovable, la transición de Alemania se ha visto obstaculizada por obstáculos burocráticos anticuados, procesos complicados y lentos para aprobar proyectos de energía renovable y resistencia local a proyectos de infraestructura, todo lo cual desalienta una mayor inversión en sectores renovables. En 2024, las fuentes renovables representaban poco más del 52% del suministro eléctrico del país, insuficiente para satisfacer las demandas industriales. 
Markus Krebber, director general de la empresa de energía renovable RWE, advirtió que la crisis energética podría provocar daños permanentes a la industria alemana debido a que los precios del gas se volverán estructuralmente más altos en comparación con los países europeos. La necesaria transición desde las fuentes anteriores de gas natural y la diversificación hacia otras fuentes de energía tendrían efectos perjudiciales prolongados para las industrias de uso intensivo de energía, lo que podría conducir a disminuciones significativas y permanentes de la demanda estructural. 
En octubre de 2022, el ministro de Economía alemán, Robert Habeck, acusó al presidente ruso, Vladímir Putin, de intentar desestabilizar la economía y la sociedad de Alemania y Europa al obligar a Alemania a imponer sanciones al gas ruso, e insistió en que fracasaría "como está fracasando actualmente en el campo de batalla en Ucrania". Además, acusó a Rusia de intentar crear una dependencia de Alemania del gas ruso barato, calificándolo de "chantaje". 

### Adaptación tecnológica
Algunos expertos argumentaron que los problemas económicos de Alemania se debían en parte a su lenta adaptación a los avances tecnológicos y al cambio hacia sectores de baja productividad, lo que contribuyó a la disminución de la productividad.  El Fondo Monetario Internacional señaló que Alemania "estaba a la zaga de otros países de la UE en la oferta de servicios en línea a las empresas, incluidos el registro y la presentación de declaraciones de impuestos", que deberían digitalizarse para acelerar los obstáculos burocráticos para las empresas y los consumidores. Citó específicamente que obtener una licencia comercial tomó 120 días en 2024, más del doble del promedio de la OCDE. 

### Política alemana
Varios líderes empresariales alemanes informaron que las luchas políticas internas sobre nuevas leyes de estímulo económico eran la fuente principal de los problemas más amplios de la economía alemana. Esto incluyó el bloqueo de un proyecto de ley para reducir la burocracia y dar exenciones fiscales a las empresas alemanas desde la cámara alta. El tribunal constitucional también dictaminó que los intentos de aumentar considerablemente el gasto en el presupuesto federal eran ilegales. 

### Cambios globales
Además, las discusiones y la falta de compromiso en la coalición de tres vías del canciller alemán Olaf Scholz obstaculizaron aún más los esfuerzos para estimular la economía y contribuyeron a que el gobierno obtuviera cifras históricamente bajas de apoyo en las encuestas. Los desacuerdos incluyeron aquellos relacionados con la necesidad de mantener baja la deuda alemana, con los liberales instando a medidas de austeridad mientras que el Partido Verde presionó por un mayor gasto en infraestructura modificando las reglas de deuda en la constitución. 

### Vivienda e infraestructura
La estructura económica descentralizada de Alemania, con una fuerza económica distribuida en varios municipios como Berlín, Colonia, Hamburgo, Múnich y Fráncfort del Meno, presentó un desafío para los inversores inmobiliarios según los economistas. Los economistas afirmaron que, a diferencia de los países con un centro económico dominante, Alemania carecía de una ciudad destacada que normalmente atrajera inversión extranjera concentrada, lo que impedía el crecimiento de la demanda de viviendas y de los sectores de la construcción.  A esto se sumaron dificultades de refinanciación y una caída del valor de las propiedades, que se sintieron en toda Europa. Muchas empresas del sector inmobiliario se vieron incapaces de pagar sus deudas, lo que limitó su capacidad para nuevas inversiones y proyectos en curso. 
Varios jefes de empresas constructoras alemanas informaron que a pesar de que existe una escasez de viviendas en varias ciudades alemanas como Berlín, construir nuevas viviendas es "prácticamente imposible" debido a que las aprobaciones requieren mucho tiempo, las costosas regulaciones sobre el ruido y la calefacción y la ignorancia gubernamental sobre cómo resolver los problemas de escasez de viviendas y ayudar a las obras de construcción. 
La posición única de Alemania como nación compuesta principalmente por inquilinos exacerbó la crisis de la vivienda. En 2024, Alemania fue el único país de la Unión Europea con más inquilinos que propietarios de viviendas, y más de la mitad de la población no era propietaria de su vivienda. Esta situación se atribuyó en parte a decisiones políticas pasadas, incluida la venta de miles de apartamentos propiedad del gobierno a inversores privados y una reducción drástica en la construcción de viviendas sociales por parte de los gobiernos locales.  El Fondo Monetario Internacional informó que la inversión pública de Alemania había estado cerca de la más baja entre las economías avanzadas, con fondos presupuestados a menudo subutilizados debido a la escasez de personal en los municipios, lo que resultó en una productividad obstaculizada. 

### Demografía
El Fondo Monetario Internacional postuló que si bien la debilidad de la economía de Alemania podía atribuirse a múltiples factores temporales, como los recortes de los consumidores debido a la inflación, las alzas de las tasas de interés por parte del Banco Central Europeo y su reestructuración de la demanda mundial de bienes manufacturados tras la pandemia de COVID-19, los desafíos estructurales fundamentales eran contribuyentes significativos a las luchas económicas, incluida la aceleración del envejecimiento de la población. Se proyectaba que la población en edad laboral del país, que había sido impulsada por la inmigración durante la década anterior, disminuiría drásticamente a medida que los baby boomers se jubilaran. Se esperaba que este cambio demográfico redujera el PIB per cápita, obstaculizara aún más el crecimiento de la productividad y provocara una mayor demanda de atención sanitaria, lo que podría obligar a los trabajadores a dedicarse a este sector y no a otros.  El FMI recomendó que Alemania hiciera esfuerzos para ampliar la participación en la fuerza laboral, en particular entre las mujeres, mejorando el acceso al cuidado infantil y reduciendo los impuestos a los asalariados secundarios en las parejas casadas. 
El sistema educativo alemán también mostró signos de declive: las estimaciones sugieren que la caída de las habilidades matemáticas podría costarle a la economía alrededor de 14 billones de euros en producción para fines del siglo. La crisis demográfica, sumada a la huelga política y las medidas de austeridad, limitaron la capacidad del gobierno para invertir en las reformas necesarias. 

## Consecuencias
La tendencia a la desaceleración económica quedó ilustrada por el cierre de una fábrica de tubos de acero de 124 años de antigüedad en Düsseldorf, donde 1.600 trabajadores perdieron sus empleos. El sector químico se vio especialmente afectado: importantes empresas como BASF SE y Lanxess AG redujeron significativamente su plantilla. En el sector automovilístico, importantes proveedores como Continental AG y Robert Bosch GmbH anunciaron cierres de plantas y recortes de empleo. Los fabricantes de neumáticos Michelin y Goodyear planean cerrar varias plantas alemanas. El sector de las energías renovables, en particular los fabricantes de paneles solares, tuvo dificultades para competir con sus rivales chinos, lo que dio lugar a recortes de empleos y posibles reubicaciones. 

### Empleo
En diciembre de 2023, "decenas" de médicos cerraron sus consultorios y se estima que entre 5.000 y 8.000 médicos de cabecera más cerrarán en los próximos tres años, y muchos de ellos se declararán en huelga debido al empeoramiento de las condiciones de tratamiento y empleo. Las razones incluían la falta de nuevos médicos para reemplazar a los 80.000 médicos en edad de jubilación o cerca de ella debido a los bajos salarios (un salario neto de alrededor de 70.000 euros en promedio debido a deducciones fiscales del 50% y un pago promedio de 40.000 euros a los asistentes médicos), trabajo repetitivo y equipos médicos que requerían préstamos de cientos de miles de euros del médico. Varios médicos se quejaron de los comentarios del ministro de salud alemán, Karl Lauterbach, que afirmaba que los médicos ganaban entre 146.000 y 230.000 euros de salario neto, lo que, según ellos, era el caso sólo de los ortopedistas y radiólogos. Muchos futuros médicos alemanes se trasladaron a otros países europeos, como Suiza, Suecia y Dinamarca, en busca de mejores salarios y horarios, y para escapar de condiciones de trabajo "insoportables". 

### Política
En 2021, el Partido Socialdemócrata (SPD), dirigido por Olaf Scholz, logró un éxito inesperado en las elecciones federales, con resultados especialmente sólidos en el estado federado oriental de Brandeburgo. Este éxito se atribuyó en parte a las promesas de reformas económicas, como el aumento del salario mínimo. 
En 2024, el panorama político había cambiado drásticamente. La Alternativa para Alemania (AfD), ganó un importante impulso en el este de Alemania. En las elecciones regionales de Sajonia, Turingia y Brandeburgo, la AfD emergió como uno de los principales contendientes, con encuestas que indicaban la posibilidad de ganar las elecciones estatales por primera vez.  A principios de 2024, el apoyo a la coalición gobernante se estimaba en solo el 34 % en las encuestas 
Al mismo tiempo, surgió una nueva fuerza política: la Alianza Sahra Wagenknecht (BSW), autodenominada un partido "conservador de izquierda" que hizo campaña en plataformas que incluían poner fin al abandono de las armas, objetivos climáticos, detener la ayuda militar a Ucrania y reducir los niveles de inmigración. El ascenso del BSW coincidió con una disminución del apoyo al partido de izquierda más tradicional. 

### Europa
El índice DAX alemán tuvo un rendimiento inferior al de otros índices importantes de la eurozona, lo que provocó que empresas europeas asociadas, como MTU Aero Engines, Qiagen NV y Siemens Energy, experimentaran caídas notables en los precios de sus acciones. 

### Internacional
El desafiante entorno económico provocó una notable tendencia por parte de las empresas alemanas a aumentar sus inversiones en el extranjero, particularmente en Estados Unidos. El análisis de fDi Markets mostró que las empresas alemanas "casi triplicaron sus inversiones en Estados Unidos en 2023 hasta alcanzar los 15.700 millones de dólares". Grandes empresas como Volkswagen, Mercedes-Benz y RWE aumentaron significativamente su inversión en ese mercado. Este cambio se atribuyó no sólo a la crisis industrial de Alemania, sino también a políticas atractivas en Estados Unidos, como la Ley de Reducción de la Inflación, que ofrecía subsidios sustanciales a las empresas recién llegadas. Markus Krebber, director ejecutivo de RWE, señaló que si bien Europa tenía intenciones similares de incentivar la fabricación, carecía de las medidas políticas integrales observadas en Estados Unidos, de ahí su decisión de expandir el negocio a ese país con un plan de inversión de 15 mil millones de dólares. 